# Цицик Богдан Григорович
Богдан Григорович Цицик (псевдо.: «Вихор»; нар. 1934, село Солянуватка, нині Самбірський район, Львівська область — пом. 30 серпня 1952, містечко Добромиль, Самбірський район, Львівська область) — член підпілля ОУН, в юному віці добровільно приєднався до боротьби проти московського окупаційного режиму. Самостійно здійснив декілька вдалих замахів на впливових осіб НКВС та МДБ.

## Життєпис
Народився у 1934 році у селі Соляноватка Добромильського повіту, Львівського воєводства, Польської республіки. В родині було п'ятеро дітей — двоє хлопців і троє дівчаток.
У 1939 року померла його мати і батько одружився вдруге. У червні 1941 року Богдан став свідком масових страт невинних людей підрозділами НКВС. Його батька у 1945 році заарештували органи НКВС. Після кількарічного поневіряння по вязницях він загинув у Вологодській тюрмі. Хлопець поклявся відімстити за батька.
У 1949 році в центрі міста Добромиль Богдан Цицик біля будівлі МГБ застрелив начальника райвійськкомату майора Багайова. У 1950 році навпроти райвідділу МГБ застрелив заступника начальника Добромильського райвідділу МГБ майора Скородєлова.
У 1951 році під час боєзіткнення з опергрупою МГБ через зраду загинули два його побратима. 30 серпня 1952 року при спробі розрахуватися зі зрадником боївка СБ ОУН в селі Городовичі Хирівського району Дрогобицької області потрапила в засідку. Загинув референт СБ райпроводу ОУН Павло Карабін (псевдо — «Помста»), Богдан Цицик — «Вихор» був поранений в живіт, захоплений у полон, доставлений в районну лікарню та прооперований.
Коли до сина прийшла мати, він намагався заспокоїти її, але сказав, що буде вмирати, бо повстанці живими не здаються. Дочекавшись, що його залишили одного в палаті, Богдан зірвав з себе пов'язку і руками розірвав рану. Коли до палати прибігли охоронці, хлопець був уже мертвий.

## Вшанування
Стараннями директора Солянуватської загальної середньої школи І—ІІ ступенів Лужецького Григорія Теодозійовича, 26 жовтня 1993 року, школі присвоєно ім’я Богдана Цицика, а в приміщені школи була встановлена меморіальна таблиця юному герою УПА.